# يسار أخضر
يُستخدم مصطلح يسار أخضر في المقام الأول للإشارة إلى مزيج من المذهب البيئي والنسوية والاشتراكية والسلامية في البلدان التي يُستخدم فيها المصطلح. وهو عبارة عن أيديولوجيا تُعنى بقضايا حقوق الإنسان والعدالة الاجتماعية وتتوسع في نطاق تركيزها لحقوق الأنواع الحية الأخرى.
تستخدم عدة منظمات مصطلح «اليسار الأخضر» وغالباً ما تتبنى هذه المنظمات المبادئ الاشتراكية أو الماركسية، ولكنها تركز على شؤون الحفاظ على البيئة أكثر من الأشكال المتكررة السابقة للاشتراكية والشيوعية.

## السياسة

### أوروبا
كان تلاشي النزعة الشيوعية الأوروبية والتي غالباً ما ارتبطت بعدة أحزاب شيوعية على القارة من بين العوامل التي أدت لظهور اليسار الأخضر في أوروبا، وهو ما أدى إلى إعادة تأسيس العديد من الأحزاب الشيوعية السابقة وبقايا الأحزاب الشيوعية أو دمجها مع أحزاب الخضر الموجودة أصلاً.
وقد تشكلت على مر السنين أحزاب من أقصى اليسار أو من قوائم التحالفات الانتخابية الحزبية والتي غالباً ما كانت مواقفها تجعلها تتوضع ما بين الخضر الراديكاليين والماركسيين. تشكل حزب اليسار الأخضر في هولندا عام 1989 نتيجة اندماج كل من الحزب الشيوعي الهولندي والحزب السلامي الاشتراكي وحزب الشعب الإنجيلي وحزب الراديكاليون السياسي. تشكل في إيطاليا خلال شهر ديسمبر من عام 2007 تحالف انتخابي لأحزاب من أقصى اليسار يدعى اليسار – قوس القزح وجمع في صفوفه حزب اتحاد الخضر وحزبين شيوعيين وحزب اشتراكي ديمقراطي صغير.

### باقي العالم
كان لليسار الأخضر أيضاً حضور بارز على ساحة السياسة الخضراء خارج أوروبا، ولا سيما في الولايات المتحدة وأستراليا ونيوزيلندا، وذلك رغم أن أحزاب الخضر هذه قد تشارك في تحالفات مع منظمات سياسية مُحافِظة على شكل تحالف أزرق–أخضر.